# Langenbogen
Langenbogen è un ex comune tedesco di 2 622 abitanti, situato nel land della Sassonia-Anhalt. Dal 1º gennaio 2010, insieme agli allora comuni di Dornstedt e Steuden, è stato incorporato nel comune di Teutschenthal, del quale è oggi una frazione.